# Mariä Himmelfahrt (Gelting)

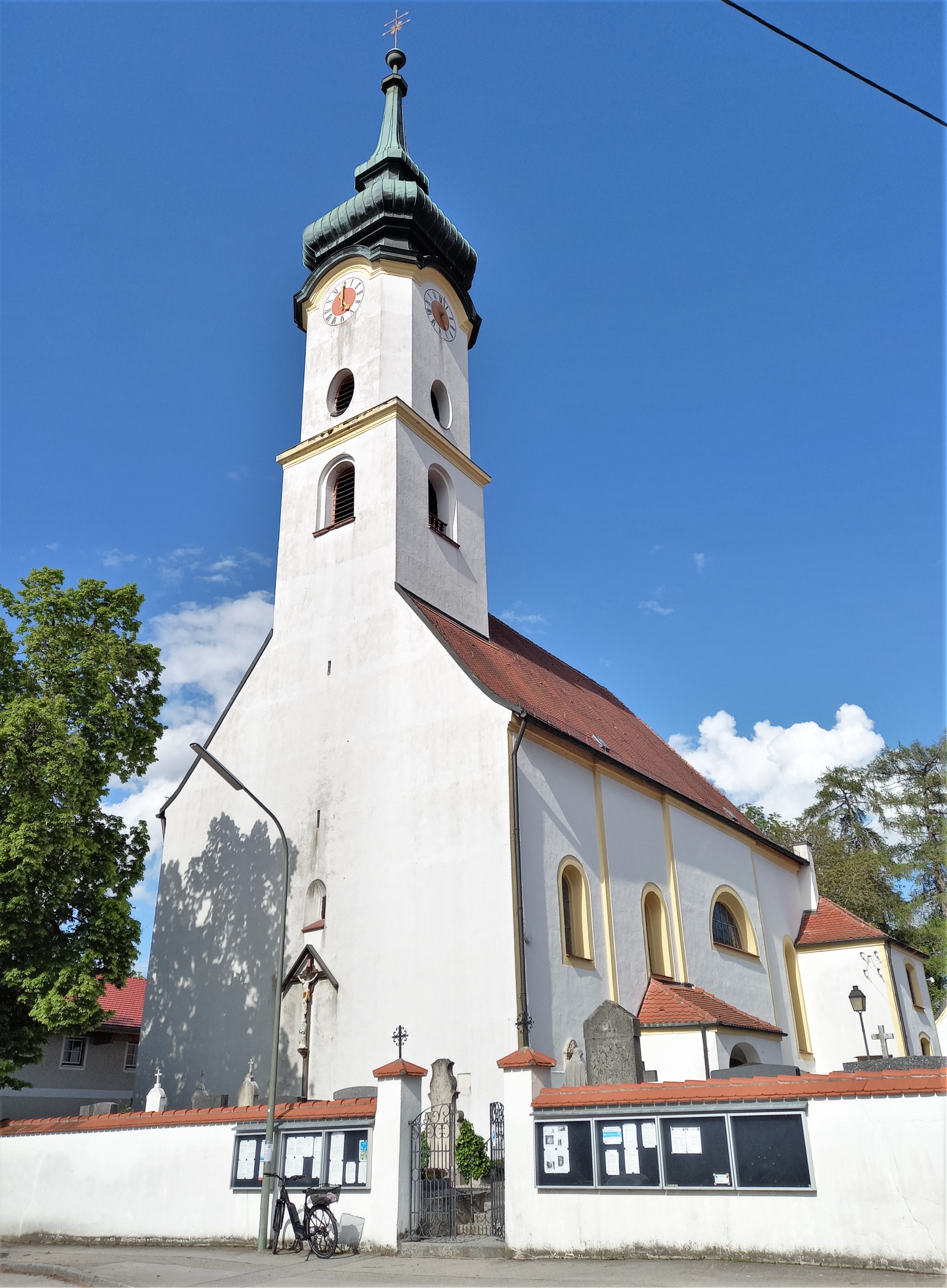
Mariä Himmelfahrt in Gelting

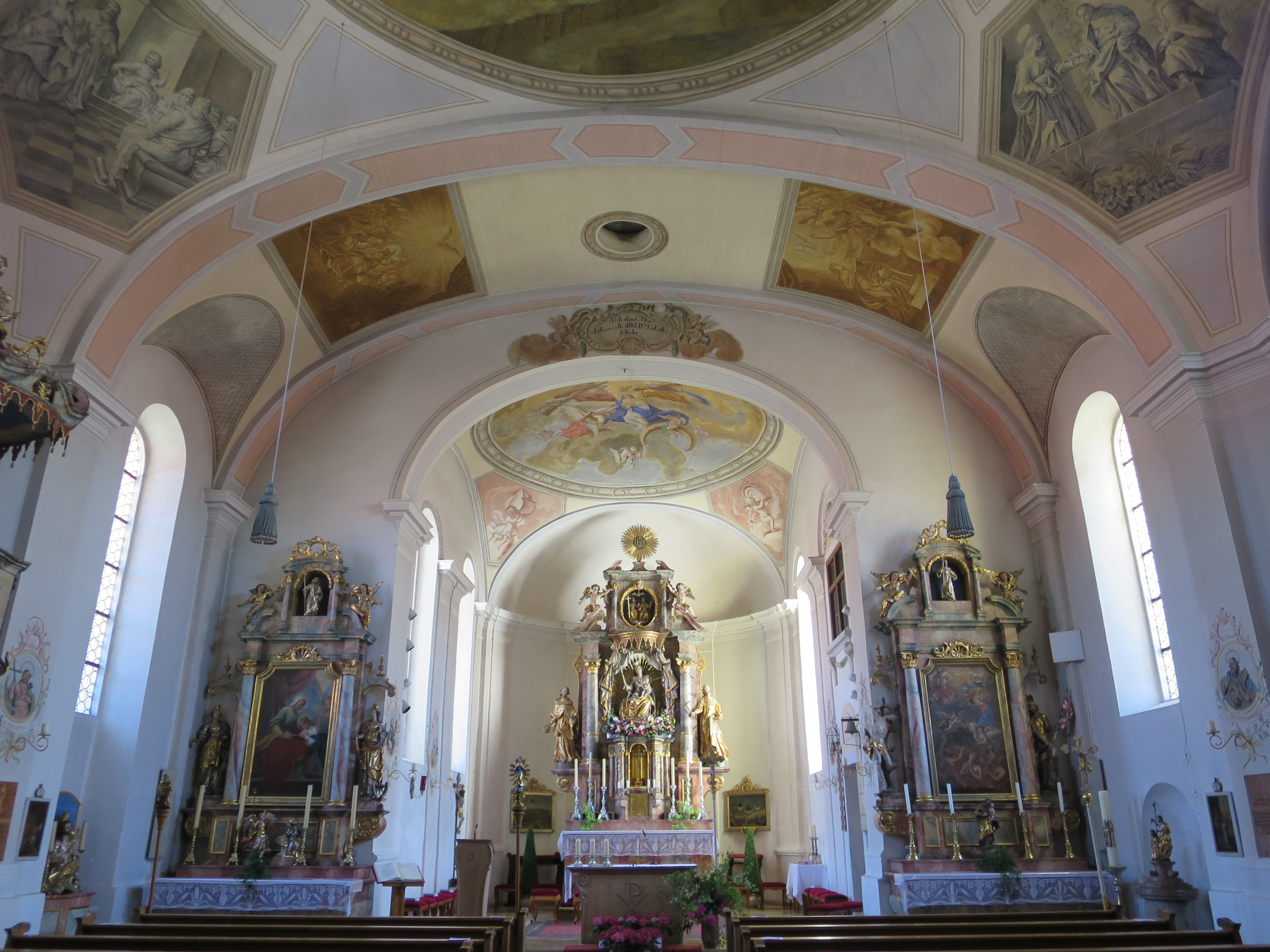
Innenraum

Die römisch-katholische ehemalige Wallfahrtskirche und heutige Pfarrkirche Mariä Himmelfahrt steht in Gelting, einem Gemeindeteil von Pliening im oberbayerischen Landkreis Ebersberg. Das Bauwerk ist in der Liste der Baudenkmäler in Pliening als Baudenkmal unter der Nr. D-1-75-133-4 eingetragen. Das Patrozinium der Kirche wird am 15. August (Mariä Himmelfahrt) gefeiert. Die Kirche gehört zum Pfarrverband Gelting-Finsing im Dekanat Ebersberg des Erzbistums München und Freising.

## Beschreibung
Die barocke Saalkirche wurde 1784/85 unter Verwendung von Teilen des spätgotischen Vorgängerbaus weitgehend neu errichtet. Sie besteht aus dem Langhaus, dem eingezogenen, außen dreiseitig, innen halbrund geschlossenen Chor im Osten, der Sakristei an der Südwand des Chors, dem Vorzeichen mit dem Portal an der Südwand des Langhauses und dem vollständig im Westen des Langhauses eingestellten Fassadenturm. Die von der Vorgängerkirche übernommenen unteren Turmgeschosse wurden nach einem Entwurf von Balthasar Trischberger um ein mit einem Spindelhelm bedecktes Geschoss mit abgeschrägten Ecken ergänzt, das die Turmuhr enthält. Der Glockenstuhl mit vier Kirchenglocken befindet sich im Geschoss darunter.
Der Innenraum des Langhauses ist mit einem Tonnengewölbe und einer mittigen Flachkuppel überspannt. Auf der Deckenmalerei im Chor ist die Krönung Mariens dargestellt. Vor dem Altarretabel des Hochaltars befindet sich ein vor 1500 entstandenes geschnitztes Gnadenbild. Die Orgel auf der oberen Empore im Westen wurde 1951 von Julius Zwirner erbaut.